# Bitka lanaca
Bitka kod Sallasila, poznatija pod nazivom Bitka lanaca, odigrala se u travnju 633. na području današnjeg Kuvajta između snaga arapsko-muslimanskog Rašidunskog Kalifata pod Halid ibn Validom na jednoj, i snaga Sasanidskog (Perzijskog) Carstva na drugoj strani. Predstavljala je prvi važniji sukob arapsko-muslimanskih i perzijskih snaga u pohodu, koji će kasnije postati poznat kao muslimansko osvajanje Perzije. Arapsko-muslimansku vojsku je na sjever poslao kalif Abu Bakr nakon uspješne konsolidacije muslimanske vlasti nad Arabijskim poluotokom. Njoj se suprotstavio perzijski guverner Hormuz, koji je raspolagao brojčano nadmoćnim snagama. 
Svjestan Hormuzove brojčane nadmoći, pogotovo u teškoj, oklopljenoj konjici, Halid je pred bitku koristio strategiju temeljenu na većoj pokretljivosti svoje arapske lake konjice i deva, te je izmorio neprijatelja. Kada je konačno došlo do okršaja, Hormuz je svoje umorne i demoralizirane postrojbe vezao lancima kako bi neprijatelju dao do znanja da će se boriti do kraja, a po čemu je bitka kasnije i dobila ime. Na samom početku je, u skladu s tadašnjim perzijskim ratnim običajima, Halidu ponuđen dvoboj s Hormuzom, što je on prihvatio, te u njemu ubio Hormuza. Obezglavljena perzijska vojska je potom napadnuta i gotovo potpuno uništena. 
Eliminacija perzijske vojske je Halidu otklonila prepreku za napredovanje na sjever prema Mezopotamiji, gdje je za nekoliko mjeseci u tri velike bitke odnio tri velike pobjede i tako uspostavio muslimansku vlast. 

## Vanjske poveznice
- A.I. Akram, The Sword of Allah: Khalid bin al-Waleed, His Life and Campaigns Lahore, 1969.